# Marco Ingrao
Pour les articles homonymes, voir Ingrao.
Marco Ingrao, né le 28 juillet 1982 à Agrigente, est un footballeur belgo-italien qui a évolué au Standard de Liège jusqu'au 30 juin 2009. 
Ses anciens clubs sont le RFC Liège, le KRC Genk, le RAEC Mons, le Vicenza Calcio et le Lierse SK. C'est en décembre 2014 qu'il intégra le M.C.S. Liège.

## Biographie

### Palmarès
- 2000 : vainqueur de la Coupe de Belgique avec le RC Genk
- 2002 : champion de Belgique avec le RC Genk
- 2008 : champion de Belgique avec le Standard de Liège
- 2008 : Super-coupe de Belgique avec le Standard de Liège
- 2009 : champion de Belgique avec le Standard de Liège